# Niobcarbid
Niobcarbid ist eine intermetallische Verbindung aus Niob und Kohlenstoff mit der Summenformel NbC aus der Gruppe der Carbide. In der Natur ist Niobcarbid sehr selten als Mineral Niobocarbid zu finden.

## Darstellung
Niobcarbid wird durch Umsetzung von Niob- mit Kohlenstoffpulver im Vakuum oder einer Wasserstoffschutzatmosphäre dargestellt.
{\displaystyle \mathrm {Nb+C\longrightarrow NbC} }
Kleine Mengen der Niobcarbid können aus Niobdrähten bei Temperaturen über 2500 °C in einer Wasserstoffatmosphäre mit Zusatz geringer Mengen von Kohlenwasserstoffen (z. B. Toluol, Methan, Acetylen) erhalten werden. Ebenfalls möglich ist die Herstellung durch Reaktion von Nioboxiden und Kohlenstoff.

## Eigenschaften und Verwendung
Niobcarbid ist ein eisengraues bis dunkelgraues Pulver, das im kompakten, gesinterten Zustand mehr oder weniger metallisch glänzt. Durch Anlauffarben ist es manchmal oberflächlich braun bis gelblich gefärbt. Es hat einen Homogenitätsbereich von NbC0,7 bis NbC0,99 und oxidiert ab 800 °C. Es hat eine kubische Kristallstruktur vom Natriumchloridtyp mit der Raumgruppe Fm3m (Raumgruppen-Nr. 225). Es hat eine Mohshärte von 9+, ist damit ein Hartstoff und ist löslich in einer Mischung von Flusssäure und Salpetersäure. Mit Nb2C ist ein weiteres Niobcarbid (CAS-Nummer 12011-99-3) mit hexagonaler Kristallstruktur und einer Schmelztemperatur von 3080 °C bekannt.

## Verwendung
Niobcarbid wird als Zusatz zu Spezialstählen (es erhöht die Verschleißfestigkeit, wodurch diese Stähle zum Beispiel für Kolbenringe eingesetzt werden), zur Beschichtung von Graphit für Kernreaktoren und als Sputtermaterial zur Herstellung von Halbleiterfilmen verwendet.
Aus Niobcarbid und Niob(V)-oxid wird bei 2000 °C reines Niob gewonnen.
{\displaystyle \mathrm {Nb_{2}O_{5}+5\ NbC\longrightarrow 7\ Nb+5\ CO} }